# Rembrandt (film, 1999)
Rembrandt je francouzsko-německo-nizozemský životopisný film z roku 1999, který režíroval Charles Matton. Snímek měl světovou premiéru dne 8. září 1999.

## Děj
Film zachycuje životní osudy malíře Rembrandta van Rijna od jeho příchodu do Amsterdamu, přes jeho úspěchy až po jeho pád a bídu v závěru života.

## Obsazení
| Klaus Maria Brandauer | Rembrandt van Rijn      |
| Johanna ter Steege    | Saskia van Uylenburgh   |
| Romane Bohringer      | Hendrickje Stoffels     |
| Caroline van Houtten  | Geertje Dircx           |
| Jean Rochefort        | Nicolaes Tulp           |
| Jean-Philippe Écoffey | Jan Six                 |
| Richard Bohringer     | rybář                   |
| Franck de Lapersonne  | Hendrick van Uylenburgh |
| Jacques Spiesser      | Joost van den Vondel    |
| Caroline Silhol       | Maria Tesselschade      |
| Nicholas Palliser     | Constantin Huygens      |
| François Delaive      | Govaert Flinck          |
| Léonard Matton        | Titus van Rijn          |
| Ludivine Sagnier      | Cornelia van Rijn       |
| Hanna Obbeek          | Titus                   |

## Ocenění
- Grand Prix pro nejlepšího scenáristu
- César: nejlepší výprava (Philippe Chiffre), nominace v kategorii nejlepší kostýmy (Ève-Marie Arnault)